# Soós István (perjel)
Soós István (Rábakecöl, 1864. december 16. – Langruth, Manitoba, Kanada, 1947. február 11.) karmelita perjel, plébános, lelki író.

## Élete
Földműves szülők gyermeke, édesapja id. Soós István, édesanyja Pantzel Anna. Tanulmányait Győrött végezte mint magántanuló. 1882. október 12-én belépett a karmelita rendbe. Az egyévi noviciátust Grazban töltötte, a háromévi bölcseletet Linzben hallgatta, míg ismét Győrbe került teológiára.
1888. január 29-én miséspappá szenteltetvén a rend által akkoriban fenntartott gyermeknevelő prefektusa, öt évvel később pedig a győri rendház perjele lett. 1896-ban elkezdte megépíttetni a Kármelhegyi Boldogasszony karmelita templomot és ezzel együtt megalapította a budapesti zárdát és annak vezetését vette át; midőn 1903-ban keresztül vitte a magyar rendtartománynak az osztráktól való függetlenítését, annak kormányzását is átvette. 
1904-ben a zombori zárda megalapítása végett két évig távol volt, de 1906. május 5-én a budapesti rendház ismét főnökévé választotta és a tartományi főnökség mellett ezt is kormányozta. 1914-ben rendi hivatalairól lemondott, és kiment Kanadába. Itt a magyar emigránsok lelkipásztori gondozásának szervezésén dolgozott. Mivel ekkoriban Kanadában nem voltak jelen karmeliták, a Saskatchewan tartománybeli Melville-ban lett plébános.
1911-ben jelent meg a Vulgata alapján készült Újszövetség-fordítása, amely erősen magán viseli az akkori hagyományos katolikus Biblia, azaz Káldi György fordításának stílusjegyeit. Munkája nem különösebben jelentős, nem múlta felül az akkoriban oly népszerű Tárkányi Béla-féle szöveget, ezért tartósabb sikert sem ért el. Viszont Soós sikertelenségét látva a Szent István Társulat bizottsága átfogó munkát indított egy teljesen újfajta és korszerű magyar nyelvű Szentírás elkészítésére, amely már eredményes lett.
1916 és 1921 között, amikor a kanadai Kaposvár és Stockholm települések plébánosai katonai szolgálat miatt távoztak, Soós átvette ezen egyházközségek vezetését is. Ő volt ekkoriban az egyetlen magyar pap Kanadában. A saskatchewani Kaposvárról, a Magyarok Nagyasszonya-templomból látta el a Simpsonba költözött bukovinai magyarokat, valamint 1916. januártól 1923-ig a szintén saskatchewani stockholmi (magyarul Sokhalom, Kaposvár leányegyháza) magyarokat mint az Árpád-házi Szent Erzsébet templom plébánosa.
1921-ben ment vissza Magyarországra, ahonnan Kanadából vitt magával több papot és apácát is. Stockholmban megalapította a karmelita kolostort. 1924 és 1929 között manitobai Winnipegben a Szent József Kórházban volt lelkész, majd 1929. május 20-tól 1937 januárjáig a Jézus Szíve Egyházközség megalapításától annak lelkésze.
1937 januárjától haláláig Langruthban lakott: itt, valamint a közeli Rivertonban is templomot építtetett, amelynek lelkésze is volt. Aranymiséjén mint Nyugat-Kanada nagy misszionáriusát ünnepelték meg.

## Munkái

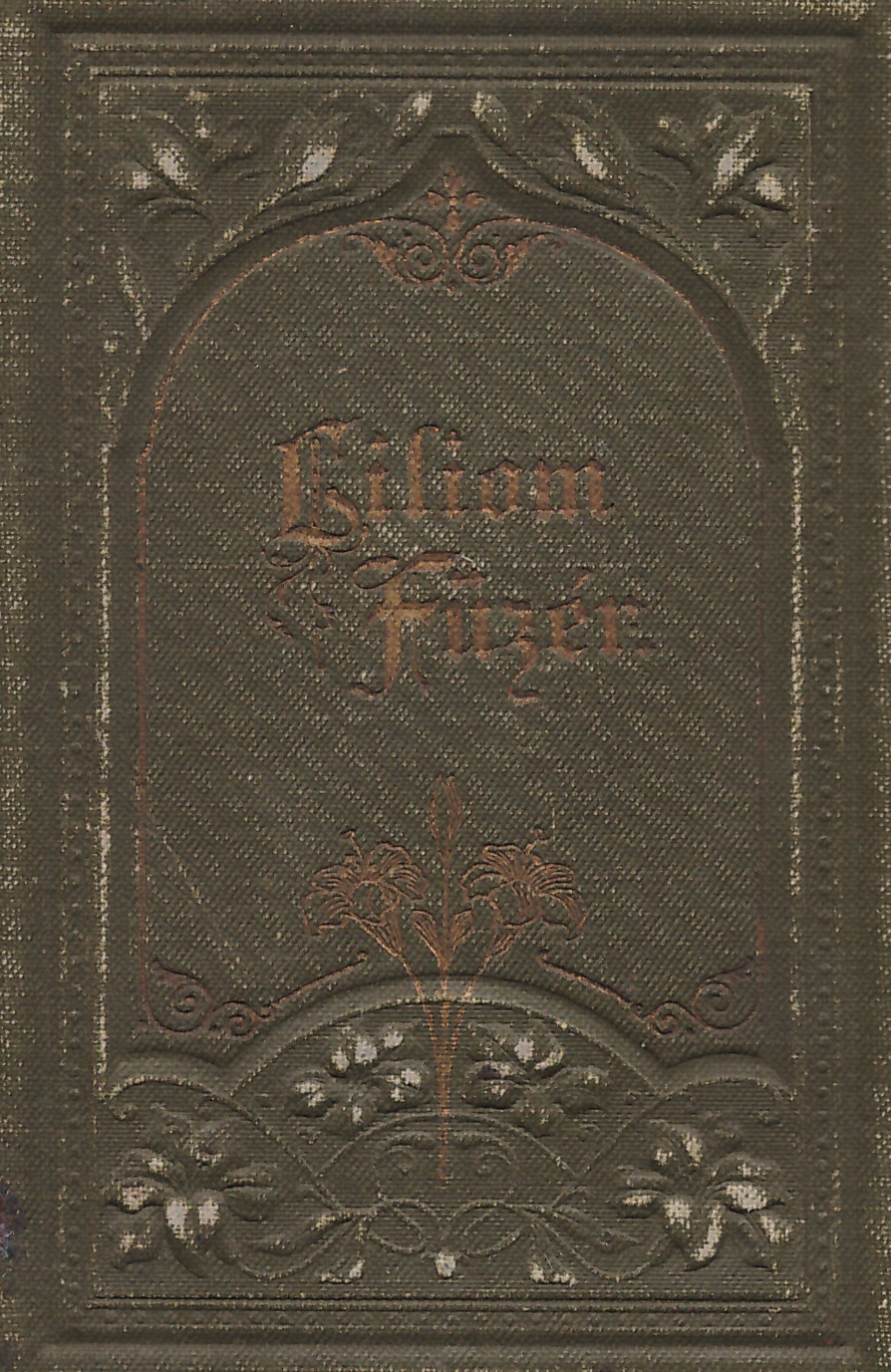
Liliomfüzér

- Karmelhegyi rózsabimbók. Oktató, imádságos és énekeskönyv. 3. átdolg. kiadás. Bpest, 1893 (4. kiadás. 1897, 6. k. 1903, Uo.)
- Liliomfüzér. Emlékül az első szent áldozásra. 4. bőv. k. Uo. 1896 (5. k. 18-24 ezer, Győr, 1899)
- Hóvirágok a kis Jézuskának. Győr, 1896 (2. k. Bpest, 1897, 3. k. Győr, 1898, 7. k. Bpest, 1904. 31-35 ezer, új kiad. Uo. 1907, tótul: Bpest, 1897)
- Dicsérjétek az Urat! Imádságos és énekeskönyv. Bpest, 1896 (2. kiad. 1898, 3. k. Győr, 1899, 4. k. Bpest, 1902)
- Páduai szent Antal. Imakönyv ... Győr 1898 (3. k. Bpest, 1899, 4. bőv. k. 30-40 ezer. Győr. 4. bőv. k. Bpest, 1900, 10. k. Győr, év n. 99-100 ezer, 17. k. Bpest, 1905, tótul, ford. Osvald Richard. Vágbesztercze és Bpest, 1898-1903, németül, Bpest, 1903 és 1905)
- Isten kertje, vagyis a szentek élete. 1. füzet. Szűz Mária élete, 2. füz. Szent József Krisztus nevelő atyja, 3. füz. Szent Anna, a bold. szűz Mária anyja, 4. füz. Szent Tamás élete, Bpest, 1900, 5. füz. Assisi szent Ferencz élete, 6. füz. Páli szent Vincze élete, 7. füz. Szent Alajos élete. Uo. 1902
- Kempis Tamás, Krisztus követője. A szerző rövid életrajzával, ford. Uo. 1901 (2. kiad. Uo. 1905, ism. M. Állam 1901. 291. sz.)
- Szentséglátogatások könyve. Bpest, 1902
- A rejtett gyémánt, vagy szent Elek. Dráma két felv. Wiseman után átírta. Uo. 1902
- Szent Terézia tisztelete. Imakönyv. Uo. 1892 (3. bőv. kiad. Uo. 1900)
- Karmel virágai, vagyis a compiegnei 16 karmelita apácza vértanusága a franczia forradalomban. Uo. 1906
- Áldozók könyve. Irta Scherr Thoss, szül. Struchwitz Olga grófnő (kinek unokája gróf Károlyi Lászlóné, szül. Apponyi Fanny grófné felkérésére magyarra átírta.) Uo. 1907
- Újszövetségi Szentírás. A Vulgata nyomán ford. és jegyz. ellátta. Uo., 1911
- Szentleckék és evangeliumok az egyházi év vasár- és ünnepnapjaira. Soós bibliaford. szerint. Uo., 1912 (2. kiad. 1926)
- Elmélkedések és imádságok hadbavonult katonák számára. Pécs, 1914
- Jézus Szíve minden vígasztalás forrása. Imádságos- és énekeskv. Bp., 1914
- Jézusról nevezett Szent Teréz élete és a kül. kegyelmek, melyekben isten őt részesítette s melyeket ... ő maga leírt. Spanyolból ford. Szombathely, 1914
- Krisztus anyja. Elmélkedések a Bold. Szűz Máriáról. Angolból ford. Uo., 1925
- Mentsétek meg lelkeinket! Időszerű gondolatok a purgatóriumról. F. Dooly után. Bp., 1933
- Kármelhegyi skapuláré-társulat vezérkv-e. Uo., é.n.

Szerkesztette: A karmelhegyi boldogasszony képes Naptár 1893-1896. négy évfolyamát Győrött.